# Muhammad Abu al-Chajr
Muhammad Abd ar-Razik Abu al-Chajr (arab. محمد عبد الرازق أبو الخير) – egipski zapaśnik walczący w stylu klasycznym. Brązowy medalista igrzysk afrykańskich w 1995. Wicemistrz Afryki w 1993 roku.